# Agaricus phaeolepidotus
Agaricus phaeolepidotus (F.H. Møller) – gatunek grzybów należący do rodziny pieczarkowatych (Agaricaceae).

## Systematyka i nazewnictwo
Pozycja w klasyfikacji według Index Fungorum: Agaricus, Agaricaceae, Agaricales, Agaricomycetidae, Agaricomycetes, Agaricomycotina, Basidiomycota, Fungi.
Synonimy nazwy naukowej:
- Agaricus phaeolepidotus var. minimus Raithelh. 1974
- Agaricus phaeolepidotus F.H. Møller 1952, var. phaeolepidotus
- Psalliota phaeolepidota F.H. Møller 1952

## Morfologia i biologia
Saprotrof, wytwarzający toksyczne dla człowieka owocniki z białawym, pokrytym pękającą na drobne łuski brązową skórką, w centrum ciemniejszym kapeluszem (średnicy 5–10 cm) o blaszkowatym hymenoforze, umieszczonym na białawym, nagim, bulwiastym u podstawy trzonie ze zwisającym pierścieniem. Charakterystyczną cechą Agaricus phaeolepidotus jest (czasami słaba) fenolowa woń miąższu i brązowe obrzeżenie wewnętrznej strony pierścienia.

## Zasięg występowania i siedlisko
Podano stanowiska tego gatunku tylko w Europie i na Wyspach Kanaryjskich. W Polsce stanowiska podaje internetowy atlas grzybów.
Grzyb naziemny występujący w lasach liściastych i mieszanych lub w parkach. Owocniki wytwarza od lipca do września. Spożycie owocników powoduje (nie u wszystkich) zaburzenia trawienne, nudności i wymioty, silniejsze w połączeniu z alkoholem etylowym.